# Eleições parlamentares irlandesas de 2020
As eleições parlamentares irlandesas de 2020 decorreram a 8 de fevereiro e serviram para eleger os 160 membros do Parlamento Irlandês (Dáil Éireann). Estas eleições foram marcadas após o Taoiseach, Leo Varadkar, ter pedido a dissolução do parlamento a 14 de janeiro.

## Contexto político
Desde das eleições parlamentares de 2016, o Fine Gael liderava um governo minoritário com o apoio de deputados independentes e, também, com o apoio parlamentar dos seus históricos rivais do Fianna Fáil.
Ou 3 de dezembro de 2019, uma moção de censura foi introduzida pelos Social-Democratas contra o Ministro de Habitação, Planeamento e Governo Local (Eoghan Murphy), sendo derrotada com 53 votos a favor, 56 votos contra e 35 abstenções. A 9 de janeiro de 2020, o deputado independente Michael Collins pediu para ser colocada uma moção de censura contra o ministro de Saúde Simon Harris. Passados 5 dias, o Taoiseach Leo Varadkvar pediu a dissolução do parlamento e as eleições foram marcadas para 8 de fevereiro.

## Principais partidos
| Partido | Partido                                | Líder              | Ideologia                                        | Espectro                            |
| ------- | -------------------------------------- | ------------------ | ------------------------------------------------ | ----------------------------------- |
|         | Fine Gael                              | Leo Varadkar       | Democracia cristã, Liberalismo económico         | Centro-direita                      |
|         | Fianna Fáil                            | Micheál Martin     | Conservadorismo, Populismo, Pega-tudo            | Centro/Centro-direita               |
|         | Sinn Féin                              | Mary Lou McDonald  | Socialismo democrático, Populismo de esquerda    | Centro-esquerda/Esquerda            |
|         | Partido Trabalhista                    | Brendan Howlin     | Social-democracia                                | Centro-esquerda                     |
|         | Solidariedade - Pessoas Antes do Lucro | Liderança coletiva | Socialismo, Trotskismo, Anticapitalismo          | Extrema-esquerda                    |
|         | Social-Democratas                      | Liderança coletiva | Social-democracia, Modelo nórdico                | Centro-esquerda                     |
|         | Partido Verde                          | Eamon Ryan         | Ecologismo, Política verde                       | Centro-esquerda                     |
|         | Independentes pela Mudança             | Liderança coletiva | Socialismo                                       | Esquerda                            |
|         | Aontú                                  | Peadar Tóibín      | Conservadorismo social, Intervencionismo estatal | Social: Direita Económico: Esquerda |

## Sondagens
Pesquisas de opinião sobre intenções de voto foram realizadas intensivamente. As pesquisas foram publicadas, aproximadamente mês a mês, pelo The Sunday Business Post (que usa a empresa de pesquisas Red C) e pelo The Sunday Times (que usaram a empresa de pesquisas Behavior and Attitudes em todas as pesquisas, desde 2016 até a pesquisa final antes da eleição, para o qual usou o Panelbase). Pesquisas menos frequentes foram publicadas pelo The Irish Times, Sunday Independent, Irish Mail no domingo, RTÉ News e outros.
O gráfico abaixo mostra os resultados das pesquisas de opinião desde a eleição geral anterior.

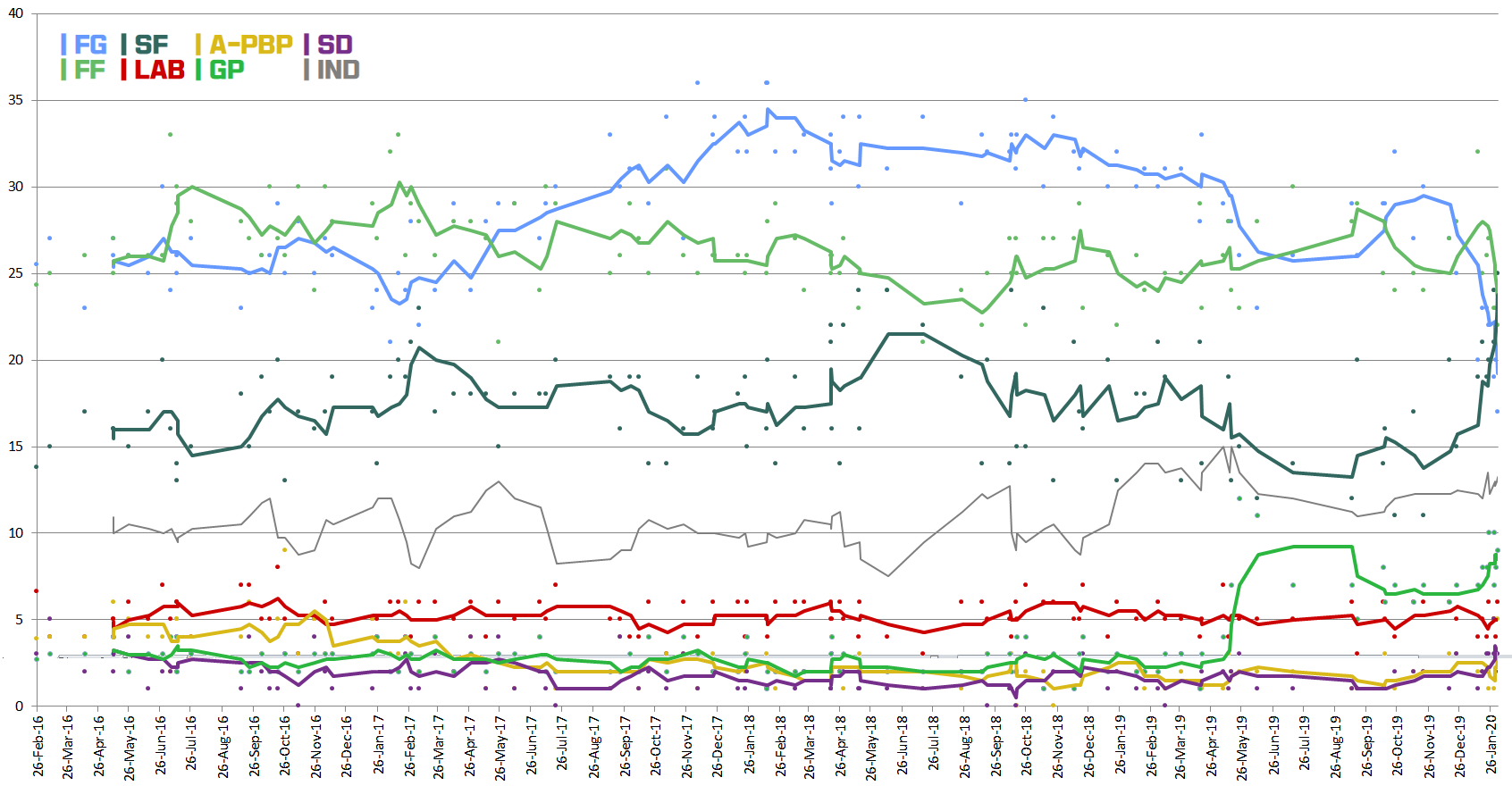
Pesquisas de Opinião das Eleições Irlandesas - 2020

As sondagens apresentadas abaixo são as realizadas no ano de 2020:
| Data       | Fonte                       | %    | %    | %    | %   | %     | %   | %   | %   | %     | +/- |
| ---------- | --------------------------- | ---- | ---- | ---- | --- | ----- | --- | --- | --- | ----- | --- |
| Data       | Fonte                       | FG   | FF   | SF   | LAB | S-PBP | SD  | GP  | AON | O/IND | +/- |
| 08/02/2020 | Legislativas'20             | 20,9 | 22,2 | 24,5 | 4,4 | 2,6   | 2,9 | 7,1 | 1,9 | 10,6  | 2,3 |
| 08/02/2020 | (Sondagem à boca das urnas) | 22,4 | 22,2 | 22,3 | 4,6 | 2,8   | 3,4 | 7,9 | 1,8 | 12,7  | 0,1 |
| 01/02/2020 | [ 7 ]                       | 20   | 23   | 25   | 4   | 2     | 2   | 8   | 1   | 15    | 2   |
| 30/01/2020 | [ 8 ]                       | 21   | 24   | 24   | 5   | 1     | 3   | 7   | 2   | 11    | 0   |
| 30/01/2020 | [ 9 ]                       | 19   | 23   | 21   | 5   | 5     | 5   | 10  | N/D | 12    | 2   |
| 25/01/2020 | [ 10 ]                      | 22   | 27   | 20   | 6   | 1     | 3   | 10  | 1   | 10    | 5   |
| 23/01/2020 | [ 11 ]                      | 23   | 26   | 19   | 4   | 2     | 3   | 8   | 1   | 14    | 3   |
| 18/01/2020 | [ 12 ]                      | 23   | 25   | 21   | 5   | 2     | 2   | 8   | N/D | 14    | 2   |
| 14/01/2020 | [ 13 ]                      | 20   | 32   | 19   | 4   | 2     | 1   | 7   | N/D | 14    | 12  |
| 26/02/2016 | Legislativas'16             | 25,5 | 24,3 | 13,8 | 6,6 | 3,9   | 3,0 | 2,7 | N/E | 21,9  | 1,2 |

## Resultados Oficiais
| Partido                 | Partido                                | Votos     | %             | +/-    | Deputados | +/-     |
| ----------------------- | -------------------------------------- | --------- | ------------- | ------ | --------- | ------- |
|                         | Fianna Fáil                            | 484 315   | 22,2 / 100,0  | 2,2    | 38 / 160  | 6       |
|                         | Sinn Féin                              | 535 573   | 24,5 / 100,0  | 10,7   | 37 / 160  | 14      |
|                         | Fine Gael                              | 455 568   | 20,9 / 100,0  | 4,7    | 35 / 160  | 15      |
|                         | Partido Verde                          | 155 695   | 7,1 / 100,0   | 4,4    | 12 / 160  | 10      |
|                         | Partido Trabalhista                    | 95 582    | 4,4 / 100,0   | 2,2    | 6 / 160   | 1       |
|                         | Social-Democratas                      | 63 397    | 2,9 / 100,0   | 0,1    | 6 / 160   | 3       |
|                         | Solidariedade - Pessoas Antes do Lucro | 57 420    | 2,6 / 100,0   | 1,3    | 5 / 160   | 1       |
|                         | Aontú                                  | 41 575    | 1,9 / 100,0   | Novo   | 1 / 160   | Novo    |
|                         | Independentes pela Mudança             | 8 421     | 0,4 / 100,0   | 1,1    | 1 / 160   | 3       |
|                         | Outros partidos (com menos de 1,00%)   | 19 590    | 1,0 / 100,0   |        | 0 / 160   |         |
|                         | Candidatos Independentes               | 266 353   | 12,2 / 100,0  | 3,7    | 19 / 160  | Estável |
| Total                   | Total                                  | 2 201 192 | 100,0 / 100,0 |        | 160 / 160 | 2       |
| Eleitorado/Participação | Eleitorado/Participação                | 3 498 526 | 62,9 / 100,0  | 2,2    |           |         |
| Fonte                   | Fonte                                  | [ 14 ]    | [ 14 ]        | [ 14 ] | [ 14 ]    | [ 14 ]  |

## Resultados por Distrito Eleitoral
| Distrito Eleitoral   | %    | D  | %    | D  | %    | D  | %    | D  | %    | D   | %    | D  | %     | D     | %    | D   | %   | D   | %    | D   | D   | Votantes |
| Distrito Eleitoral   | SF   | SF | FF   | FF | FG   | FG | GP   | GP | LAB  | LAB | SD   | SD | S-PBP | S-PBP | AON  | AON | I4C | I4C | IND  | IND | D   | Votantes |
| -------------------- | ---- | -- | ---- | -- | ---- | -- | ---- | -- | ---- | --- | ---- | -- | ----- | ----- | ---- | --- | --- | --- | ---- | --- | --- | -------- |
| Carlow-Kilkenny      | 23,8 | 1  | 37,3 | 2  | 21,8 | 1  | 6,7  | 1  | 3,0  | -   | -    | -  | 2,1   | -     | -    | -   | -   | -   | 3,2  | -   | 5   | 74 189   |
| Cavan–Monaghan       | 36,7 | 2  | 25,2 | 2  | 26,6 | 1  | 3,5  | -  | 1,4  | -   | -    | -  | 1,1   | -     | 5,3  | -   | -   | -   | 0,2  | -   | 5   | 72 878   |
| Clare                | 15,1 | 1  | 34,0 | 1  | 22,5 | 1  | 9,5  | -  | -    | -   | -    | -  | 2,0   | -     | -    | -   | -   | -   | 15,4 | 1   | 4   | 60 014   |
| Cork East            | 23,1 | 1  | 26,5 | 1  | 19,6 | 1  | 6,9  | -  | 12,1 | 1   | -    | -  | -     | -     | 2,5  | -   | -   | -   | 8,6  | -   | 4   | 54 945   |
| Cork North-Central   | 26,7 | 1  | 24,6 | 1  | 15,0 | 1  | 6,2  | -  | 4,9  | -   | 2,2  | -  | 7,2   | 1     | 2,6  | -   | -   | -   | 10,3 | -   | 4   | 52 218   |
| Cork North-West      | -    | -  | 39,5 | 2  | 33,2 | 1  | 7,5  | -  | -    | -   | 8,3  | -  | -     | -     | 8,4  | -   | -   | -   | 1,1  | -   | 3   | 46 856   |
| Cork South-Central   | 24,6 | 1  | 35,5 | 2  | 21,2 | 1  | 9,4  | -  | 2,2  | -   | 1,9  | -  | 1,3   | -     | 2,4  | -   | -   | -   | 1,6  | -   | 4   | 57 457   |
| Cork South-West      | 10,8 | -  | 23,3 | 1  | 18,9 | -  | 3,7  | -  | -    | -   | 10,6 | 1  | 1,0   | -     | 1,2  | -   | -   | -   | 30,6 | 1   | 3   | 44 626   |
| Donegal              | 45,1 | 2  | 20,4 | 1  | 13,7 | 1  | 2,1  | -  | -    | -   | -    | -  | -     | -     | 3,1  | -   | -   | -   | 15,5 | 1   | 5   | 78 099   |
| Dublin Bay North     | 29,8 | 1  | 14,4 | 1  | 18,8 | 1  | 7,0  | -  | 11,3 | 1   | 8,7  | 1  | 3,0   | -     | 1,4  | -   | -   | -   | 4,5  | -   | 5   | 72 251   |
| Dublin Bay South     | 16,1 | 1  | 13,8 | 1  | 27,7 | 1  | 22,4 | 1  | 7,9  | -   | 4,5  | -  | 2,5   | -     | -    | -   | -   | -   | 2,7  | -   | 4   | 39 859   |
| Dublin Central       | 35,7 | 1  | 10,3 | -  | 15,1 | 1  | 12,3 | 1  | 5,4  | -   | 9,3  | 1  | 3,1   | -     | 1,9  | -   | -   | -   | 5,6  | -   | 4   | 31 732   |
| Dublin Fingal        | 24,9 | 1  | 21,5 | 1  | 15,0 | 1  | 13,2 | 1  | 7,1  | 1   | 3,5  | -  | 1,9   | -     | -    | -   | 4,0 | -   | 9,0  | -   | 5   | 63 891   |
| Dublin Mid-West      | 42,9 | 2  | 12,3 | -  | 17,6 | 1  | 6,1  | -  | 3,4  | -   | -    | -  | 7,9   | 1     | -    | -   | -   | -   | 8,9  | -   | 4   | 45 932   |
| Dublin North-West    | 44,4 | 1  | 12,0 | 1  | 11,1 | -  | 4,8  | -  | 2,6  | -   | 18,9 | 1  | 3,8   | -     | -    | -   | -   | -   | 1,0  | -   | 3   | 32 729   |
| Dublin Rathdown      | 11,6 | -  | 12,8 | 1  | 31,2 | 2  | 21,1 | 1  | 7,5  | -   | -    | -  | 3,5   | -     | 3,3  | -   | -   | -   | 8,9  | -   | 3   | 42 654   |
| Dublin South-Central | 39,3 | 1  | 11,0 | -  | 11,7 | -  | 9,3  | 1  | 4,8  | -   | 3,7  | -  | 11,0  | 1     | -    | -   | 6,5 | 1   | 1,1  | -   | 4   | 43 806   |
| Dublin South-West    | 29,7 | 1  | 13,0 | 1  | 16,8 | 1  | 7,3  | -  | 5,3  | -   | 4,1  | -  | 8,8   | 1     | -    | -   | -   | -   | 7,5  | -   | 5   | 68 194   |
| Dublin West          | 28,6 | 1  | 15,8 | 1  | 23,7 | 1  | 11,2 | 1  | 4,8  | -   | 1,9  | -  | 10,0  | -     | 2,4  | -   | -   | -   | 1,6  | -   | 4   | 43 898   |
| Dún Laoghaire        | 9,6  | -  | 15,9 | 1  | 33,4 | 1  | 14,9 | 1  | 4,8  | -   | 2,2  | -  | 15,5  | 1     | 1,9  | -   | -   | -   | 1,5  | -   | 4   | 62 650   |
| Galway East          | 16,7 | -  | 25,2 | 1  | 29,0 | 1  | 4,5  | -  | 2,0  | -   | 2,0  | -  | -     | -     | 1,4  | -   | -   | -   | 19,0 | 1   | 3   | 42 858   |
| Galway West          | 14,0 | 1  | 22,6 | 1  | 18,0 | 1  | 6,0  | -  | 2,6  | -   | 6,0  | -  | 1,5   | -     | 1,8  | -   | -   | -   | 27,4 | 2   | 5   | 60 764   |
| Kerry                | 20,3 | 1  | 20,7 | 1  | 18,4 | 1  | 5,3  | -  | -    | -   | -    | -  | -     | -     | 1,4  | -   | -   | -   | 33,4 | 2   | 5   | 78 209   |
| Kildare North        | 17,1 | 1  | 26,2 | 1  | 17,8 | 1  | 10,0 | -  | 5,4  | -   | 19,3 | 1  | 1,7   | -     | -    | -   | -   | -   | 0,6  | -   | 4   | 51 327   |
| Kildare South        | 21,5 | 1  | 20,1 | 1  | 17,1 | 1  | 3,5  | -  | 12,5 | -   | 2,8  | -  | 1,3   | -     | 1,5  | -   | -   | -   | 19,8 | 1   | 4   | 47 700   |
| Laois-Offaly         | 24,0 | 1  | 31,9 | 2  | 21,1 | 1  | 5,0  | -  | 2,9  | -   | -    | -  | 1,3   | -     | -    | -   | -   | -   | 12,8 | 1   | 1   | 69 998   |
| Limerick City        | 23,9 | 1  | 25,9 | 1  | 20,8 | 1  | 7,0  | 1  | 5,9  | -   | 3,9  | -  | 1,5   | -     | 3,4  | -   | -   | -   | 6,9  | -   | 4   | 46 484   |
| Limerick County      | 15,0 | -  | 29,4 | 1  | 32,6 | 1  | 5,4  | -  | -    | -   | -    | -  | -     | -     | 1,5  | -   | -   | -   | 14,8 | 1   | 3   | 46 499   |
| Longford–Westmeath   | 21,0 | 1  | 30,1 | 2  | 22,9 | 1  | 4,1  | -  | 3,4  | -   | -    | -  | 1,1   | -     | -    | -   | -   | -   | 12,9 | -   | 4   | 56 883   |
| Louth                | 42,0 | 2  | 13,7 | -  | 15,3 | 1  | 7,7  | -  | 8,2  | 1   | -    | -  | 1,6   | -     | -    | -   | -   | -   | 9,5  | 1   | 5   | 71 424   |
| Mayo                 | 22,7 | 1  | 22,1 | 1  | 39,5 | 2  | 6,5  | -  | 0,4  | -   | -    | -  | 1,1   | -     | 4,0  | -   | -   | -   | 1,2  | -   | 4   | 64 906   |
| Meath East           | 24,4 | 1  | 19,0 | 1  | 28,3 | 1  | 7,8  | -  | 2,1  | -   | -    | -  | 1,4   | -     | 3,9  | -   | -   | -   | 12,9 | -   | 3   | 42 198   |
| Meath West           | 30,5 | 1  | 16,2 | -  | 24,7 | 1  | 4,7  | -  | -    | -   | 5,7  | -  | -     | -     | 17,6 | 1   | -   | -   | -    | -   | 3   | 41 824   |
| Roscommon–Galway     | 17,5 | 1  | 17,3 | -  | 12,0 | -  | 3,1  | -  | -    | -   | -    | -  | 0,9   | -     | 1,1  | -   | -   | -   | 47,4 | 2   | 3   | 45 942   |
| Sligo–Leitrim        | 24,8 | 1  | 26,3 | 1  | 16,6 | 1  | 3,0  | -  | 1,9  | -   | -    | -  | 2,9   | -     | 0,6  | -   | 3,7 | -   | 19,4 | 1   | 4   | 61 169   |
| Tipperary            | 12,2 | 1  | 17,4 | 1  | 13,6 | -  | 3,9  | -  | 9,6  | 1   | -    | -  | -     | -     | -    | -   | -   | -   | 42,6 | 2   | 5   | 82 423   |
| Waterford            | 38,3 | 1  | 17,3 | 1  | 16,5 | 1  | -    | -  | 6,5  | -   | -    | -  | 2,1   | -     | 2,0  | -   | -   | -   | 9,9  | 1   | 4   | 54 205   |
| Wexford              | 24,9 | 1  | 26,5 | 1  | 17,0 | 1  | 2,7  | -  | 12,3 | 1   | -    | -  | 1,5   | -     | 2,0  | -   | 1,1 | -   | 11,9 | 1   | 5   | 75 622   |
| Wicklow              | 24,3 | 1  | 14,0 | 1  | 18,9 | 1  | 7,9  | 1  | 2,4  | -   | 9,9  | 1  | 1,5   | -     | 1,5  | -   | -   | -   | 12,3 | -   | 5   | 71 879   |
| Irlanda              | 24,5 | 37 | 22,2 | 38 | 20,9 | 35 | 7,1  | 12 | 4,4  | 6   | 2,9  | 6  | 2,6   | 5     | 1,9  | 1   | 0,4 | 1   | 12,2 | 19  | 160 |          |

## Análise e Formação de Governo

#### Análise Eleitoral
A grande surpresa eleitoral foi a vitória (em votos) do histórico partido Sinn Féin, conhecido pela sua longa ligação ao antigo grupo armado IRA. O Sinn Féin vencia as eleições pela primeira vez na sua história na República da Irlanda e assim quebrando o histórico domínio de Fianna Fáil e Fine Gael. De destacar que, segundo sondagens à boca das urnas, o Sinn Féin venceu em todas as faixas etárias (excepto nos votantes com mais de 65 anos), com especial para o eleitorado jovem (18 a 24 anos), onde o partido conseguiu 32% dos votos.
Os grandes partidos tradicionais irlandeses, Fianna Fáil e Fine Gael, falharam, pela primeira vez na história, terem (em conjunto) a maioria parlamentar, sendo de realçar que o Fine Gael ficava reduzido a terceiro partido pela primeira vez na sua história.
De realçar o melhor resultado eleitoral do Partido Verde e o facto dos Social-Democratas terem duplicado a sua representação parlamentar. No reverso da medalha, o Partido Trabalhista viu-se reduzido ao seu pior resultado eleitoral e a coligação Solidariedade - Pessoas Antes do Lucro perdeu votos e um deputado.

#### Formação de um novo Governo
Durante a campanha, Fianna Fáil e Fine Gael deixaram claro que não aceitariam formar um governo com o Sinn Féin mas, conhecido os resultados, membros do Fianna Fáil abriram a possibilidade para um governo de coligação com Sinn Féin.
No entanto, Mary Lou McDonald, líder do Sinn Féin, anunciou que iria tentar um governo amplo de esquerda e que pretendia entrar em contacto com os Verdes, Partido Trabalhista, Social-Democratas e Solidariedade - Pessoas Antes do Lucro.
Por fim, Fianna Fáil e Fine Gael também poderiam tentar formar um governo de grande coligação mas, tal cenário parece posto de parte por ambos como consequência dos maus resultados que os partidos tiveram.
Fianna Fáil, Fine Gael e o Partido Verde finalmente formalizam um governo de coalizão em 27 de junho de 2020 com Micheál Martin eleito primeiro-ministro.